# Eugene (wrestler)
Eugene, pseudonimo di Nicholas David Dinsmore (Jeffersonville, 17 dicembre 1975), è un ex wrestler statunitense.
È principalmente ricordato per i suoi trascorsi tra il 2004 e il 2007 nella World Wrestling Entertainment.

## Carriera
Il debutto ufficiale di Nicholas Dinsmore nella World Wrestling Entertainment risale alla puntata di Raw del 5 aprile 2004, in cui iniziò ad interpretare la gimmick di Eugene, il nipote ritardato del General Manager Eric Bischoff (kayfabe); lo zio affidò Eugene in custodia a William Regal. Fin dal suo primo match, risultò evidente che aveva uno stile di lotta tipico del wrestling degli anni ottanta; inoltre non esitava a ricorrere a diverse trademark moves dei più popolari lottatori della storia della WWE (Leg Drop di Hulk Hogan, Rock Bottom di The Rock e Stunner di "Stone Cold" Steve Austin).
Eugene entrò subito nelle grazie di The Rock e dell'allora World Heavyweight Champion Chris Benoit, ma allo stesso tempo ebbe dei severi attriti con Jonathan Coachman e la sua spalla, Garrison Cade. Ebbe anche una faida con Triple H, precedentemente indicato da lui come il suo wrestler preferito: la storyline vide The Game utilizzare le sue tattiche da manovratore per portare dalla sua parte Eugene, salvo poi sbarazzarsene al termine di un match titolato contro Chris Benoit. Nel corso della rivalità il personaggio di Eugene non riuscì però a raggiungere il risultato che i booker avevano previsto, tanto che i fan iniziarono a parteggiare per Triple H nonostante all'epoca fosse heel. Per sopperire a questa situazione il team creativo invitò Dinsmore a simulare un infortunio alla spalla nel corso di uno Steel Cage match, in modo da poterlo tenere lontano dalle scene per qualche tempo e studiare manovre migliorative per il suo personaggio. Al ritorno venne affiancato nuovamente a William Regal nell'ottica di una faida contro lo zio Eric Bischoff: i due si affrontarono a Taboo Tuesday in un match nel quale il perdente avrebbe dovuto essere rasato a zero; Eugene vinse l'incontro ed agì di conseguenza su Bischoff. Nelle settimane successive lottò in coppia con William Regal, vincendo il World Tag Team Championship ai danni de La Résistance (Robért Conway e Sylvain Grenier) nel corso della puntata di Raw del 15 novembre 2004. Il 9 gennaio 2005, a New Year's Revolution, i due difesero con successo i titoli contro la coppia formata da Christian e Tyson Tomko, ma durante l'incontro Eugene sbagliò l'esecuzione di un Dropkick, rompendosi il tendine della rotula del ginocchio sinistro; ciò richiese un'operazione ed uno stop di circa sei mesi. A causa di quest'infortunio, Jonathan Coachman prese il posto di Eugene come compagno di Regal e i due persero i titoli contro La Résistance in un house-show svoltosi a Winnipeg (Canada) il 16 gennaio.
Nonostante fosse fuori gioco per infortunio, Eugene partecipò in diversi modi alla promozione di WrestleMania 21. Fu il protagonista di uno spot nel quale effettuava una parodia di Forrest Gump e fece anche un'apparizione speciale nel corso dell'evento, venendo però interrotto da Muhammad Hassan e Daivari, che lo attaccarono; fu il preludio al largamente anticipato ritorno in WWE di Hulk Hogan, che corse in aiuto di Eugene e affrontò il duo arabo scacciandolo dal ring.
Eugene tornò a tempo pieno sul ring nella puntata di Raw del 25 luglio 2005, come ospite del Kurt Angle Invitational. Eugene fu il primo tra i partecipanti alla contesa a sconfiggere Angle e così conquistò la medaglia d'oro del campione Olimpico. Il 1º agosto, accompagnato da Christy Hemme, diede ufficialmente inizio allo Eugene Invitational, sconfiggendo Tatanka per squalifica in seguito all'interferenza di Angle. La faida tra i due ebbe fine a SummerSlam, quando Angle riuscì a sconfiggere Eugene per sottomissione e a riconquistare la sua medaglia. Come già accaduto nella storyline con Triple H, il personaggio di Eugene fu bersagliato dai cori di disapprovazione del pubblico.
Eugene iniziò quindi a lottare in coppia con Tajiri con risultati non entusiasmanti. Ebbe poi una breve faida contro Robért Conway, che portò ad un Tag Team match a Taboo Tuesday tra Conway e Tyson Tomko e Eugene e Jimmy Snuka (quest'ultimo scelto dai fan a scapito di Kamala e Jim Duggan); fu proprio Snuka a chiudere il match con un Superfly Splash.
Il 18 novembre 2005 Dinsmore venne ricoverato in ospedale dopo essere svenuto in hotel la sera prima; WWE.com dichiarò che al wrestler era stata inflitta una sospensione di 60 giorni a causa di una violazione del Wellness Program. Pochi giorni dopo Dinsmore dichiarò di avere problemi di dipendenza da carisoprodol, un rilassante muscolare. Dinsmore tornò a vestire i panni di Eugene il 29 gennaio 2006, nel corso del Royal Rumble match dell'omonimo pay-per-view; entrò con il numero 18 ma venne eliminato da Chris Benoit dopo 16 minuti di permanenza sul ring.
Nel corso del 2006 Eugene apparì soprattutto ad Heat senza troppe soddisfazioni. Ebbe anche una breve faida contro Matt Striker ed Umaga, venendo affiancato da "Hacksaw" Jim Duggan, che ricoprì ruolo di "tutore". I due combatterono diversi Tag Team match contro la Spirit Squad (Johnny, Kenny, Mikey, Mitch e Nicky), con risultati alterni. Nella puntata di Raw del 6 novembre 2006 Eugene effettuò un turn-heel, attaccando Duggan al termine di un match perso contro la Spirit Squad.
L'11 giugno 2007 Eugene passò nel roster di SmackDown! per effetto della draft lottery.
Il 1º settembre 2007 la WWE comunicò il licenziamento di Dinsmore per aver violato per la terza volta il Wellness Program.
Nicholas Dinsmore debuttò nella Juggalo Championship Wrestling (JCW) nell'ottobre del 2007 con il ring-name di U-Gene.
Nicholas Dinsmore tornò in JCW nel 2010 all'evento Flashlight Wrestling: Legends & Loonies, dove perse contro Breyer Wellington. Diventò un membro a tempo pieno del roster dall'anno successivo. Ebbe una breve storyline dove era infatuato del lottatore Jailbird Man, facendo inavvertitamente perdere i match di Jailbird. U-Gene partecipò al primo pay-per-view della federazione ad essere trasmesso su internet, Hatchet Attacks, dove sconfisse Raven. Formò un tag team con Zach Gowen ad Up in Smoke, credendo di poter essere la seconda gamba di Gowen, ma persero il match dopo che U-Gene distrasse l'arbitro. Il 28 luglio, Gowen e U-Gene sconfissero i Ring Rydas vincendo i JCW Tag Team Championship. Tuttavia, Gowen rese vacante il titolo dopo essersi reso conto che U-Gene aveva imbrogliato per vincere, causando l'attacco da parte di U-Gene e il successivo sgretolamento del tag team. U-Gene sconfisse Gowen a Bloodymania 5, ma l'arbitro ribaltò la decisione dopo aver capito che U-Gene aveva barato.
Il 10 gennaio 2015 Nicholas Dinsmore tornò a lottare dopo quasi tre anni, questa volta con la federazione britannica della International Pro Wrestling (IPW), sconfiggendo Grado nel suo match di debutto. Successivamente cominciò ad apparire negli show della Midwest All Pro.

## Vita privata
Nicholas Dinsmore è fidanzato dal 2009 con l'attrice Stephanie Fischer, con cui si è sposato nel 2015.

## Personaggio

### Mosse finali
- Come Eugene
  - Pedigree (Double underhook facebuster) – come tributo a Triple H
  - Rock Bottom (Lifting side slam) – come tributo a The Rock
  - Running leg drop – come tributo ad Hulk Hogan
  - Stunner – come tributo a "Stone Cold" Steve Austin

- Come Nick Dinsmore
  - Bridging fisherman suplex
  - Jumping cutter

### Soprannomi
- "Mr. Wrestling"
- "Special E"

### Musiche d'ingresso
- Gladiators di Jim Johnston (2004)
- Child's Play di Jim Johnston (2004–2007)

## Titoli e riconoscimenti
- Canadian Wrestling's Elite
  - CWE Open Rules Championship (1)

- Covey Promotions Wrestling
  - CPW Tag Team Championships (1) – con Krazy T

- Heartland Wrestling Association
  - HWA Heavyweight Championship (1)

- Music City Wrestling
  - MCW North American Tag Team Championship (1) – con Rob Conway

- Ohio Valley Wrestling
  - OVW Southern Tag Team Championship (11) – con Rob Conway (10) e Flash Flanagan (1)
  - OVW Heavyweight Championship (10)

- Pro Wrestling Illustrated
  - 21º tra i 500 migliori wrestler singoli nella PWI 500 (2004)

- River City Championship Wrestling
  - RCCW Heavyweight Championship (1)

- United States Wrestling Association
  - USWA World Tag Team Championship (1) – con Flash Flanagan

- Wisconsin Pro Wrestling
  - WPW Gather On Broadway Championship (1)

- World Wrestling Entertainment
  - World Tag Team Championship (1) – con William Regal